# Kōnan (Aichi)
Pour les articles homonymes, voir Konan.
Kōnan (江南市, Kōnan-shi) est une ville située dans la préfecture d'Aichi, sur l'île de Honshū, au Japon.

## Géographie

### Situation
Kōnan est située dans le nord-ouest de la préfecture d'Aichi. La ville est bordée par le fleuve Kiso au nord.

### Démographie
En septembre 2019, la population de la ville de Kōnan était de 100 618 habitants répartis sur une superficie de 30,20 km2.

## Histoire
La ville de Kōnan a été fondée le 1er juin 1954.

## Culture locale et patrimoine

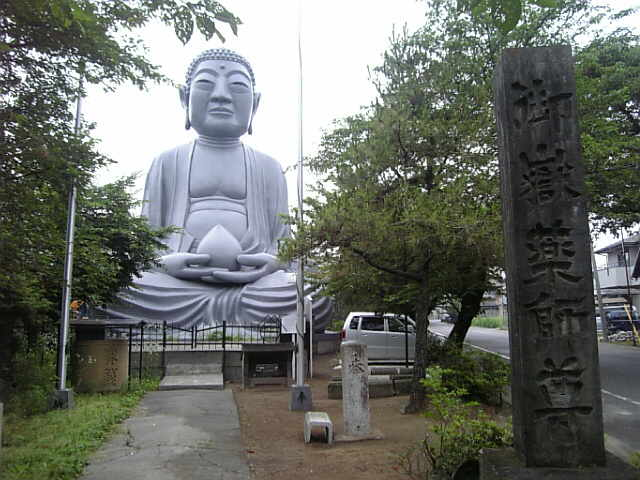
Grand Bouddha (daibutsu) de Kōnan.

- Hotei-no Daibutsu.

## Transports
La ville est desservie par la ligne Inuyama de la compagnie Meitetsu.